# Huaxiazhoulong

Розмір порівняно з людським

Huaxiazhoulong — вимерлий рід динозаврів-анкілозаврів з пізньокрейдяної (кампанійської) формації Танбій у провінції Цзянсі, Китай. Рід містить один вид, H. shouwen, відомий за частковим скелетом.

## Відкриття та найменування
Зразок голотипу Huaxiazhoulong, JPM-N000, був виявлений у 1986 році в відкладеннях формації Tangbian у селі Longxi округу Guangchang муніципалітету Фучжоу провінції Цзянсі, південний Китай. Згодом він був зібраний Музеєм округу Гуанчан, і зараз він зберігається в Музеї провінції Цзянсі. Зразок є в основному повним і добре збереженим, включає дев’ять спинних хребців, крижовий хребець, більшість хвостових хребців та булавою, кілька ребер, скапулокоракоїди, грудна кістка, обидві передні кінцівки з трьома п’ястками, обидві задні кінцівки з чотирма плесновими кістками, більша частина тазового пояса та три ізольовані остеодерми.

## Опис
Хуасячжоулонг — великий анкілозаврид із приблизною довжиною тіла 6 метрів. Зразок голотипу, ймовірно, представляє зрілу особину.